# Cox (Spagna)
Cox è un comune spagnolo situato nella comunità autonoma Valenciana.